# Хиль, Начо
Игна́сио Хи́ль де Паре́ха Ви́сент (исп. Ignacio Gil de Pareja Vicent; более известный как На́чо Хи́ль, исп. Nacho Gil; род. 9 сентября 1995, Валенсия, Испания) — испанский футболист, вингер клуба «Нью-Инглэнд Революшн».
У Начо есть старший брат Карлес, который также является профессиональным футболистом.

## Клубная карьера
Хиль — воспитанник клуба «Валенсия» из своего родного города. С 2014 года Начо начал выступать за молодёжные и юношеские команды «летучих мышей». В 2016 году для получения игровой практики Хиль должен был на правах аренды перейти в «Алавес» и «Вильярреал», но обе аренды сорвались. 25 февраля 2017 года в матче против «Алавеса» он дебютировал в Ла Лиге, заменив во втором тайме Марио Суареса.
В начале 2018 года для получения игровой практики Хиль на правах аренды перешёл в «Лас-Пальмас». 28 января в матче против «Атлетико Мадрид» он дебютировал за новую команду.
10 сентября 2018 года Хиль отправился в аренду в клуб Сегунды «Эльче».
19 июля 2019 года Хиль расторг контракт с «Валенсией» и перешёл в клуб Сегунды «Понферрадина».
18 августа 2020 года Хиль подписал двухлетний контракт с клубом «Картахена». В июне 2022 года Хиль покинул «Картахену», после того как клуб не стал предлагать ему продления контракта.
23 августа 2022 года Начо на правах свободного агента присоединился к клубу MLS «Нью-Инглэнд Революшн», где воссоединился со своим братом Карлесом, подписав контракт до конца сезона 2022. В высшей лиге США он дебютировал 10 сентября в матче против «Нью-Йорк Ред Буллз», заменив на 83-й минуте Джона Белла. По окончании сезона 2022 контракт Хиля с «Нью-Инглэнд Революшн» истёк, но 5 января 2023 года игрок подписал с клубом новый двухлетний контракт, до конца сезона 2024, с опцией продления ещё на один год, на сезон 2025. Хиль пропустил первые пять месяцев сезона 2023 из-за травмы колена и впервые в году появился на поле 26 июля в матче группового этапа Кубка лиг 2023 против мексиканского «Атлетико Сан-Луис», отыграв 27 минут после выхода на замену вместо Ноуэла Бака.